# سد پیوته
سد پیوته (به اسپانیایی: Represa de Paute) یک سد در اکوادور است که در Paute, Ecuador واقع شده‌است.